# 新高製糖
新高製糖株式會社是臺灣日治時期的製糖會社之一，由大倉財閥成立於1909年10月，本社位於現今彰化縣和美鎮的彰化糖廠，在1935年4月被併入大日本製糖。新高製糖下轄彰化第一及第二工場、嘉義工場，即為後來台灣糖業公司的彰化糖廠、大林糖廠。
新高製糖的公司名稱來自台灣的最高峰──玉山，時稱「新高山」，而新高製糖的商標為山形紋。

## 沿革
大倉財閥因看好台灣的糖業發展，大倉喜八郎、高島小金治在1908年先是來台灣視察糖業。1909年8月，大倉喜八郎、高島小金治、安部幸兵衛等人向臨時臺灣糖務局提出申請，計畫在嘉義廳設立兩座能力1,000噸的新式工廠，在同年9月由臺灣總督府許可。1909年10月，在東京市舉行「新高製糖株式會社」的成立大會，為資本額500萬圓的公司，社長為高島小金治；同年11月，將公司登記向臺灣臺中地方法院彰化登記所登記，並申請在彰化廳設立製糖工場。本社最初設在彰化街北門428-1番地，並在東京市芝區琴平町設立「東京事務所」。
新高製糖在後來決定優先考量彰化工場，於1910年1月，將本社遷到彰化廳中藔庄竹圍仔152番地，並著手設立能力750噸的彰化工場。在同年12月開始製糖。此工場的設立，是台灣的新式製糖工場首度往北跨越濁水溪，也顯示出台灣南部的製糖工廠數量已趨近飽和，且在原料採取區制度的限制之下，不得部轉往中北部的傳統稻作區發展。在嘉義的部分，新高製糖在之後申請變更第一工廠設立位置，由打貓南堡雙溪口庄（位於今溪口鄉）改到打貓北堡大湖庄（位於今大林鎮），第二工場則位在嘉義廳打貓東頂堡三角庄（位於今大林鎮），並直至1912年才開始興建；然而期間遭受颱風侵襲，在1913年1月才安裝完畢，隔月開始製糖作業，能力分別為1,200噸、800噸。新高製糖在之後陸續擴張，於1913年6月設立了「彰化酒精工場」。於1915年設置大阪精糖工場。於1917年，嘉義第二工廠併至彰化工場。由於當時正值台灣糖業發展的大好時期，新高製糖在1920年3月，將資本一口氣從500萬增加至2,800萬圓，並著手設立彰化第二工廠，在1921年3月完工，是能力1,000噸的新式工場。
然而，新高製糖之後逐漸發展不順，社長高島小金治在1922年突然去逝。雖然在1923年的關東大地震中，因大量砂糖庫存被燒毀，導致糖業景氣暫時復甦，但隨著日益嚴重的米糖相剋衝突，以及地價、米價逐漸上升，使公司必須付出更多成本才能增加蔗作面積。更嚴重的是，受到1927年的昭和金融恐慌影響，臺灣的許多製糖會社都面臨經營困境，導致台灣糖業市場的重整。新高製糖在此影響下，大股東大倉家在1927年7月退出新高製糖，將公司的支配權讓給大日本製糖的藤山財閥系。
新高製糖在由大日本製糖掌控後，陸續採取了以下改善策略，將生產中心轉移至嘉義工場、以更集約的方式從事蔗作、不製造過剩的砂糖，停止大阪精糖工場作業（1929年停產）、裁撤冗員等。1934年12月15日，新高製糖與大日本製糖簽約合併，在1935年4月25日生效，而嘉義工場改稱「大林製糖所」，彰化第一及第二工場改稱「彰化第一製糖所」、「彰化第二製糖所」。同年7月，大日本製糖廢止彰化第二製糖所，將其設備移到土庫庄，設立龍巖製糖所。
1943年11月25日，大日本製糖株式會社改名為「日糖興業株式會社」。二戰後，日糖興業在臺資產於1946年由台灣糖業公司接收，而彰化糖廠及大林糖廠分別在1954年、1995年停止製糖。

## 所屬機構
| 名稱         | 位置                                  | 能力    | 設立時間 | 備註                   |
| ------------ | ------------------------------------- | ------- | -------- | ---------------------- |
| 臺灣本社     | 彰化工場內                            |         |          |                        |
| 東京事務所   | 東京市麴町區丸之內二丁目              |         |          |                        |
| 彰化第一工場 | 臺中州彰化郡和美庄中寮字竹圍子101番地 | 750噸   | 1910年   | 彰化製糖所→彰化糖廠    |
| 彰化第二工場 | 臺中州彰化郡和美庄中寮字竹圍子101番地 | 1,000噸 | 1921年   | 設備後來移到龍巖製糖所 |
| 嘉義工場     | 臺南州嘉義郡大林庄大湖399番地         | 1,200噸 | 1913年   | 大林製糖所→大林糖廠    |
| 大阪工場     | 大阪市此花區春日出町上七丁目          | 100噸   | 1915年   | 精糖製造               |
| 彰化酒精工場 | 臺中州彰化郡和美庄中寮                |         | 1913年   |                        |

## 原料採取區域
彰化工場的原料採取區域包含彰化市、彰化郡（除芬園庄、部分福興庄之外）、員林郡（員林街、大村庄、部分社頭庄、部分田中庄）、大甲郡（梧棲街、部分清水街、部分龍井庄、部分大肚庄）、部分烏日庄。嘉義工場的原料採取區域包含嘉義郡（民雄庄、溪口庄、大林庄、部分新巷庄、部分小梅庄、部分竹崎庄）、部分斗南庄。

## 私設鐵路
新高製糖設有糖鐵「鹿港線」（線西─彰化─鹿港）及「大林線」（大梅─大林─北港）。鹿港線行經線西、十五張犁、和美、柑子井、中寮、過溝子、彰化、莿桐腳、馬鳴山、崎溝子、鹿港。大林線行經小梅、大埔、北勢、潭墘、大湖、會社前、大林、排子路、頂坪、溪口、埤子頭、新港、北港。